# 橿原バイパス
橿原バイパス（かしはらバイパス）は奈良県大和郡山市から橿原市に至る延長13.8kmの国道24号のバイパスである。京奈和自動車道大和御所道路の大和区間の平面部を構成している。
2015年現在、天理市二階堂南菅田町-磯城郡川西町結崎間1.1kmを除いた区間が開通している。

## 概要
- 起点：奈良県大和郡山市伊豆七条町（西名阪自動車道郡山IC）
- 終点：奈良県橿原市新堂町（大和高田バイパス新堂ランプ）
- 延長：13.8km
- 設計速度：60km/h
- 車線数：全線4車線
- 車線幅員：3.5m
- 道路規格：第3種2級

2015年現在、天理市二階堂南菅田町-磯城郡川西町結崎の1.1kmは未開通であるが、当該区間は京奈和自動車道郡山南IC-三宅IC間が当バイパスの代替区間となっている。

## 沿革
- 1972年度：事業化。
- 1973年度：都市計画決定の告示。
- 1983年度：磯城郡田原本町十六面-橿原市土橋町間（2.9km）暫定2車線で供用開始。
- 1984年度：磯城郡田原本町十六面（0.64km）および橿原市土橋町間-橿原市曲川町間（2.2km）暫定2車線で供用開始。
- 1989年度：橿原市真菅町-橿原市曲川町間（1.88km）4車線化。
- 1994年度：京奈和自動車道大和御所道路の事業化に伴い、橿原バイパスが京奈和自動車道大和御所道路の「大和区間」として整備することとなる。
- 2003年度：橿原市曲川町-橿原市新堂町間（1.4km）4車線で供用開始。
- 2006年4月15日：大和郡山市伊豆七条町-天理市二階堂南菅田町間（1.7km）供用開始、および橿原市小槻町-橿原市土橋町間（0.7km）4車線化。
- 2015年3月28日：川西町結崎-田原本町保津西間（3.5km）暫定2車線で供用開始[3]。

## 開通予定年度
- 未定：天理市二階堂南菅田町-川西町結崎間 （1.1km）[1]

## 接続する道路
- E25 西名阪自動車道（郡山IC）
- 中和幹線
- 国道166号
- 大和高田バイパス（新堂ランプ・雲梯ランプ）

## 交通量
平日24時間交通量（台）（上下合計）
- 斜字は推計値を示す。

| 観測地点                                                                             | 平成17年度 （2005年度） | 平成22年度（2010年度） | 平成22年度（2010年度） | 備考       |
| ------------------------------------------------------------------------------------ | ----------------------- | ---------------------- | ---------------------- | ---------- |
| 観測地点                                                                             | 平成17年度 （2005年度） | 台数                   | 混雑度                 | 備考       |
| 国道24号〈奈良バイパス〉へ接続                                                       |                         |                        |                        |            |
| 西名阪自動車道郡山ICと交差（大阪・名古屋方面）                                       |                         |                        |                        |            |
| -                                                                                    | 34,109                  | 28,374                 | 0.54/1.54              | 本線と重複 |
| 国道24号（本線）と交差 - 橿原・和歌山方面→（南）                                     |                         |                        |                        |            |
| 天理市中町                                                                           | 未開通                  | 29,487                 | 0.65/0.52              |            |
| ↑京都・奈良方面（合流） - 国道24号京奈和自動車道郡山南ICと交差 - 和歌山方面（分岐）↓ |                         |                        |                        |            |
| 天理市二階堂南菅田町                                                                 | 未開通                  | 4,731                  | 0.15/0.42              |            |
| この間未開通                                                                         |                         |                        |                        |            |
| -                                                                                    | 15,281                  | 15,139                 | 0.99/0.97/0.45         |            |
| （西）←国道165号・香芝方面 - 〈中和幹線〉と交差 - 桜井方面→（東）                    |                         |                        |                        |            |
| -                                                                                    | 29,618                  | 28,257                 | 0.78                   |            |
| （西）←大和高田方面 - 国道165号・国道166号（重複）と交差 - 橿原市街方面→（東）       |                         |                        |                        |            |
| -                                                                                    | 21,613                  | 20,624                 | 0.56/0.60              |            |